# 马哈韦利河
馬哈威利河（意為大沙河；坦米爾語： [mahawali gangai]），是斯里蘭卡最長河流，幹流河長335 km（208 mi）。它也是該國最大河流，流域面積幾佔全國五分之一。
馬哈威利河發源於斯里蘭卡島中南部的吉里加爾波塔山、托塔波拉山附近的霍頓平原。幹流向北流至康提附近轉向東流，至漢達甘納瓦附近再轉向北流，最終注入亭可馬里南側海灣。該海灣因有多個海底峽谷，使得亭可馬里港成為世界最佳的深水良港之一。1970年代以后，斯里兰卡在该河流兴修了大量水电站，以缓解该国东北部农业用水资源不足的问题，这一系列建设统称为马哈韦利河开发工程。

## 外部連結

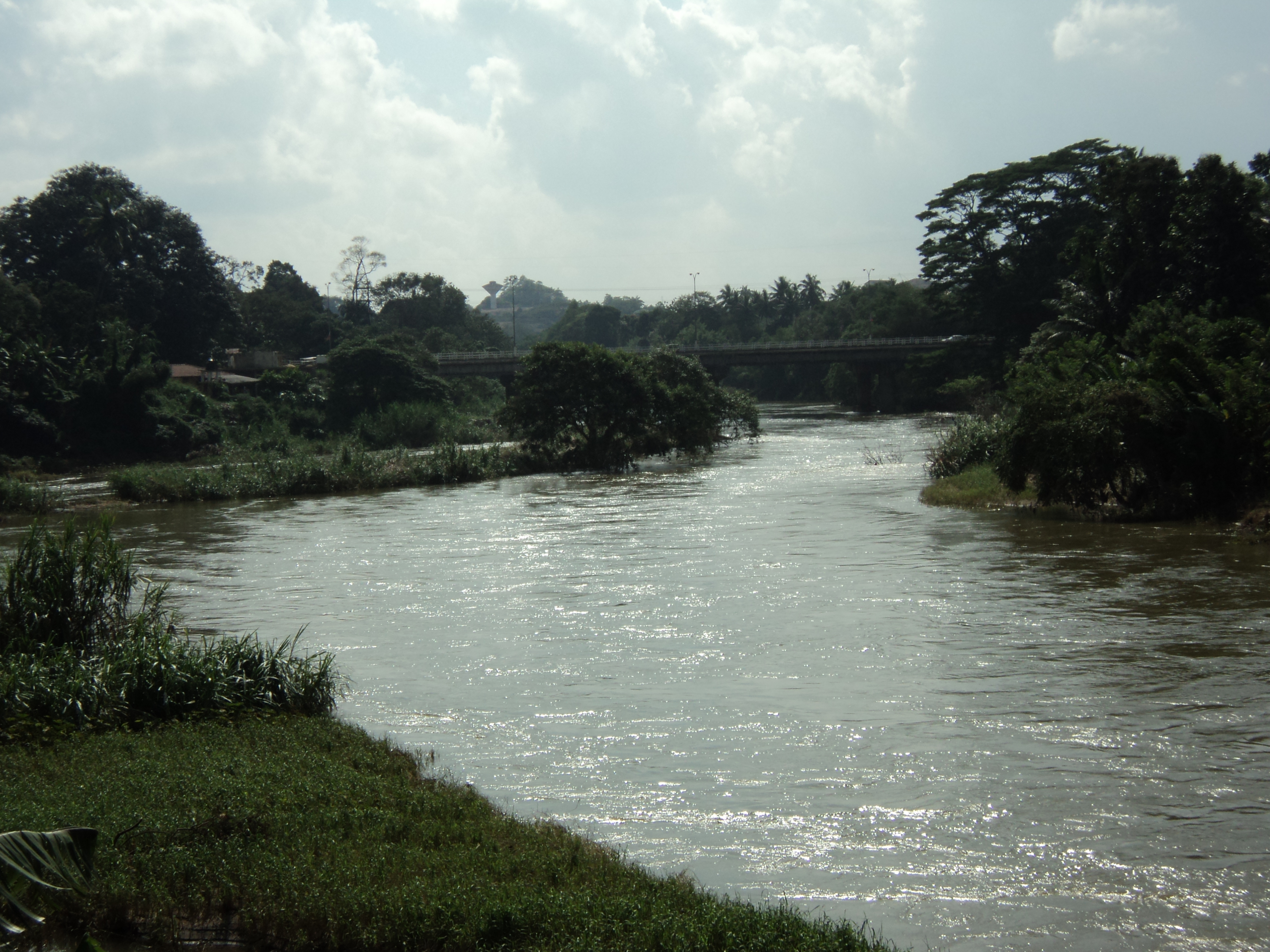
馬哈威利河

- Mahaweli River The Lifeline of Sri Lanka